# ペリボイア
ペリボイア（古希: Περίβοια, Periboia）は、ギリシア神話の女性である。多くの女性が知られており、主に、
- エウリュメドーンの娘
- ヒッポノオスの娘
- ポリュボスの妻
- イーカリオスの妻
- アルカトオスの娘
- ロクリスの女性

が知られている。以下に説明する。

## エウリュメドーンの娘
このペリボイアは、ギガースの王エウリュメドーンの末娘である。ホメーロスの叙事詩『オデュッセイアー』によると、海神ポセイドーンとの間にパイアーケス人の初代の王ナウシトオスを生んだ。

## ヒッポノオスの娘
このペリボイアは、アカイア地方のオーレノスの王ヒッポノオスの娘である。アルタイアー死後のカリュドーン王オイネウスと結婚し、テューデウスの母となった。
ペリボイアの結婚については諸説ある。叙事詩『テーバイド』によるとオイネウスがオーレノスを攻略した際に戦利品として得た。ヘーシオドスによると、ペリボイアはアマリュンケウスの子ヒッポストラトスに処女を奪われたため、怒ったヒッポノオスは娘を殺してもらうためにオイネウスのもとに送った。しかしオイネウスは彼女を殺さずに妻として迎えた。あるいはペリボイアの処女を奪ったのはオイネウスであり、彼女が子を身ごもったためオイネウスのもとに送られた。さらに別の説によると、ペリボイアは軍神アレースの子を身ごもったために、オイネウスのもとに送られ、オイネウスの妻となってテューデウスを生んだという。ヒュギーヌスは『テーバイド』と同じく戦争捕虜としている。

## ポリュボスの妻
このペリボイアは、コリントスの王ポリュボスの妻である。テーバイ王ラーイオスの子オイディプースを養育した。アポロドーロスによると、ペリボイアは赤子のオイディプースを養子にして、腫れ上がった両足の傷を癒し、彼の両脚にちなんでオイディプースと名づけた。オイディプースが成長したとき、ポリュボス王の子供ではないという噂が立ったため、オイディプースはペリボイアに真相を尋ねたが、彼女は何も答えなかった。しかしこれが原因で、オイディプースはデルポイの神託に尋ねた。通常は赤子のオイディプースは第三者によってコリントスの王宮に運ばれるが、ペリボイア自身が拾う話形もあり、それによると浜辺で洗濯をしているときに捨てられたオイディプースを発見したことになっている。

## イーカリオスの妻
このペリボイアは、イーカリオスの妻である。水のニュムペー（ナーイアス）であり、イーカリオスとの間にトアース、ダマシッポス、イメウシモス、アレーテース、ペリレオース、ペーネロペーの母となった。

## アルカトオスの娘
このペリボイアは、アルカトオスの娘で、エーリス地方の王ペロプスの孫にあたる。サラミース島の王テラモーンと結婚し、大アイアースの母となった。アルカトオスはメガラの王で、アテーナイ王アイゲウスがテーセウスをクレーテー王ミーノースへの献納として差し出したように、自らの娘をミーノースへに差し出した。テーセウスがミーノータウロスを退治したため、無事に帰国し、その後にテラモーンと結婚した。

## ロクリス地方の女性
このペリボイアは、ロクリス地方の出身の女性である。トロイア戦争後、ロクリス人によって女神アテーナーに許しを請うために最初にトロイアに送った女性の1人。
トロイア戦争に出兵していたロクリス人は国に戻ったが、3年後ロクリスに疫病が流行り、多くの犠牲が出た。原因はアテーナーの呪いで、神託によって千年間2人の処女をトロイアに送ることになった。ロクリス人はくじを作り、ペリボイアとクレオパトラーがくじに当たった。彼女たちはトロイアに着くと人々に追い回されたため、神殿に逃げ込んで女神に仕えた。

## その他のペリボイア
- プリュギアの王デュマースの子メゲースの妻で、ケルトスとエウビオスの母[16]。
- アッケサメノスの娘。河神アクシオスとの間にアステロパイオスの父ペラゴーンを生んだ[17]。